# 金時山
金時山（きんときやま・きんときさん）は、箱根山の北西部に位置する標高1,212mの山。別名は猪鼻岳で頂上に猪鼻神社が祀られている（古くは猪鼻嶽や猪鼻ヶ嶽と称された）。日本三百名山のひとつ。

## 概要
神奈川県足柄下郡箱根町と同県南足柄市、静岡県駿東郡小山町の境に位置する山で、一帯は富士箱根伊豆国立公園に指定されている。
箱根山カルデラを囲む外輪山列で最も高い山であり、山頂付近は植生の少ない風衝地となっている。周囲の山よりひときわ高く、遮るものが少ないため、山頂からの眺望が良く、西側から南東側にかけて富士山、愛鷹山、南アルプス、駿河湾、金時山より箱根峠方面へ伸びる古期外輪山、箱根山最高峰である中央火口丘の神山と中腹に広がる大涌谷の噴煙地などが望見でき、さらにカルデラ内には芦ノ湖や仙石原を望むことができる。
金時山を含む箱根火山群が活動を始めたのは、約65万年前である。その後、約40万年前に箱根火山の北西から南東方向に伸びる構造線（金時-幕山構造線）で活動が始まった。このときに誕生したのが、箱根火山の寄生火山にあたる金時山周辺および神奈川県足柄下郡湯河原町の幕山周辺の火山体である。時期や成因については諸説があるが、この旧金時火山の誕生後、箱根火山のカルデラ陥没が起こり、取り残されたのが現在の金時山である。
現在の金時山は古期外輪山列上に位置しているため、一見すると外輪山の一峰のように見えるが、カルデラの陥没壁がたまたま旧金時火山の火山体（金時山溶岩）と重なったものであり、他の古期外輪山とは地質が異なる。このため、厳密に言えば金時山は古期外輪山の一峰ではない。
山頂からは北、南東、南西の3方向に尾根が伸びている。北の尾根は足柄山地につながり、丸鉢山、足柄峠、矢倉岳へと伸びる。南東側、南西側の尾根は外輪山の稜線で、前者は矢倉沢峠、火打石岳、明神ヶ岳、そして大文字焼きで知られる明星ヶ岳（別名、大文字山）へ連なる。後者の尾根は長尾山、乙女峠、丸岳、三国山と連なり、国道1号の箱根峠へ至る。
金時山は粘性の高い金時山溶岩から構成されており、他の古期外輪山と比べると山頂付近の傾斜が非常に急で、遠くから見るとひときわ高い峰が天を突いているように見える。この姿が、顔から急に突き出たイノシシの鼻のように見えるため、かつては猪鼻嶽（いのはなだけ）や猪鼻ヶ嶽（いのはながたけ）と呼ばれていた。
金時山の登山道では成層火山の断面や岩脈を観察することができる。
江戸時代になると、坂田金時（坂田公時とも）の故郷が足柄山であるとした「金太郎伝説」ができ、この頃から金時山（別表記:公時山、きんときやま）と呼ばれるようになった。その後、1900年（明治33年）に童謡「金太郎」がつくられ、広く知れ渡るようになった。
なお、金太郎伝説や童謡「金太郎」の歌詞2番「足柄山の山奥で けだもの集めて相撲のけいこ …」で知られる足柄山（あしがらやま）は、金時山から足柄山地の足柄峠にかけての山々の呼称である。山域の呼称であり、足柄山という単独の峰は存在しない。
「足柄山」には金太郎伝説が残る場所が多数ある。金時山北東の南足柄市地蔵堂地区には「金太郎の遊び石」の伝説があり、金太郎が幼少期に登ったり飛び降りたりして遊んだとされる石が残されている。この石は太鼓の形をしていることから、太鼓石（たいこいし）とも呼ばれる。また、酒匂川支流の内川上流部にある滝は「夕日の滝」と呼ばれ、滝の水を金太郎の産湯に使ったという伝説が残る。

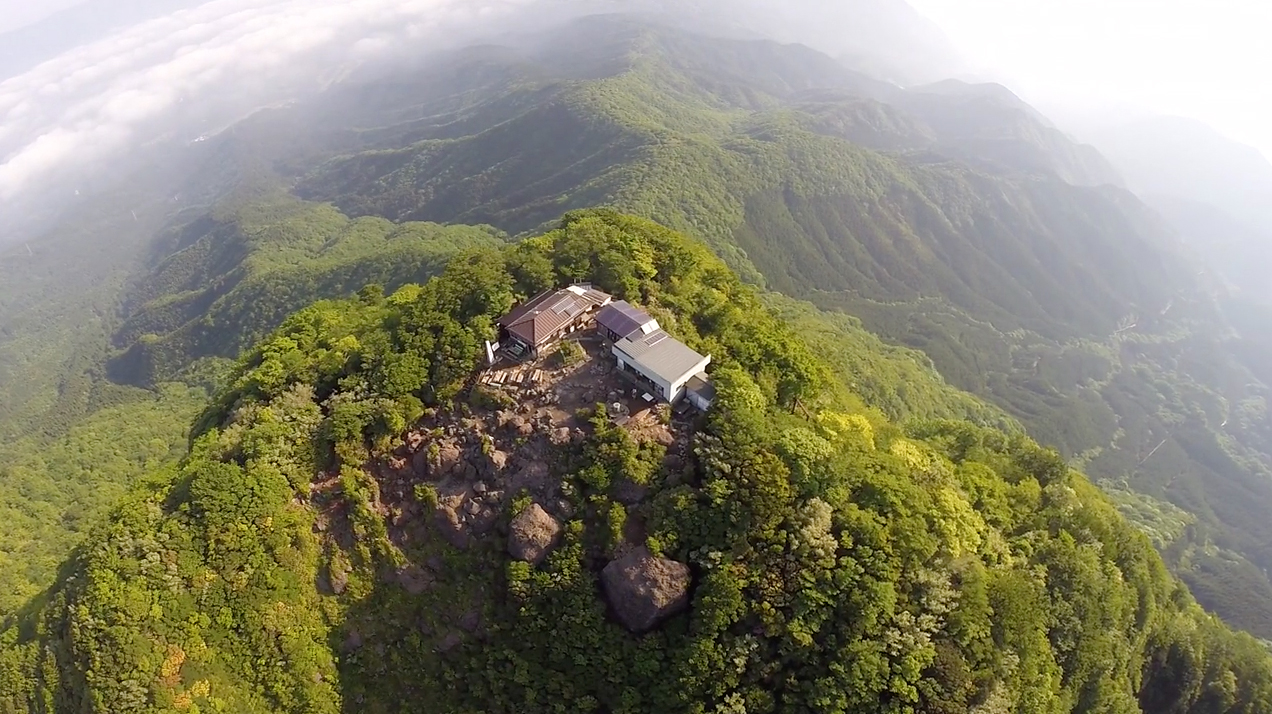
山頂の上空から見た金時山頂上。
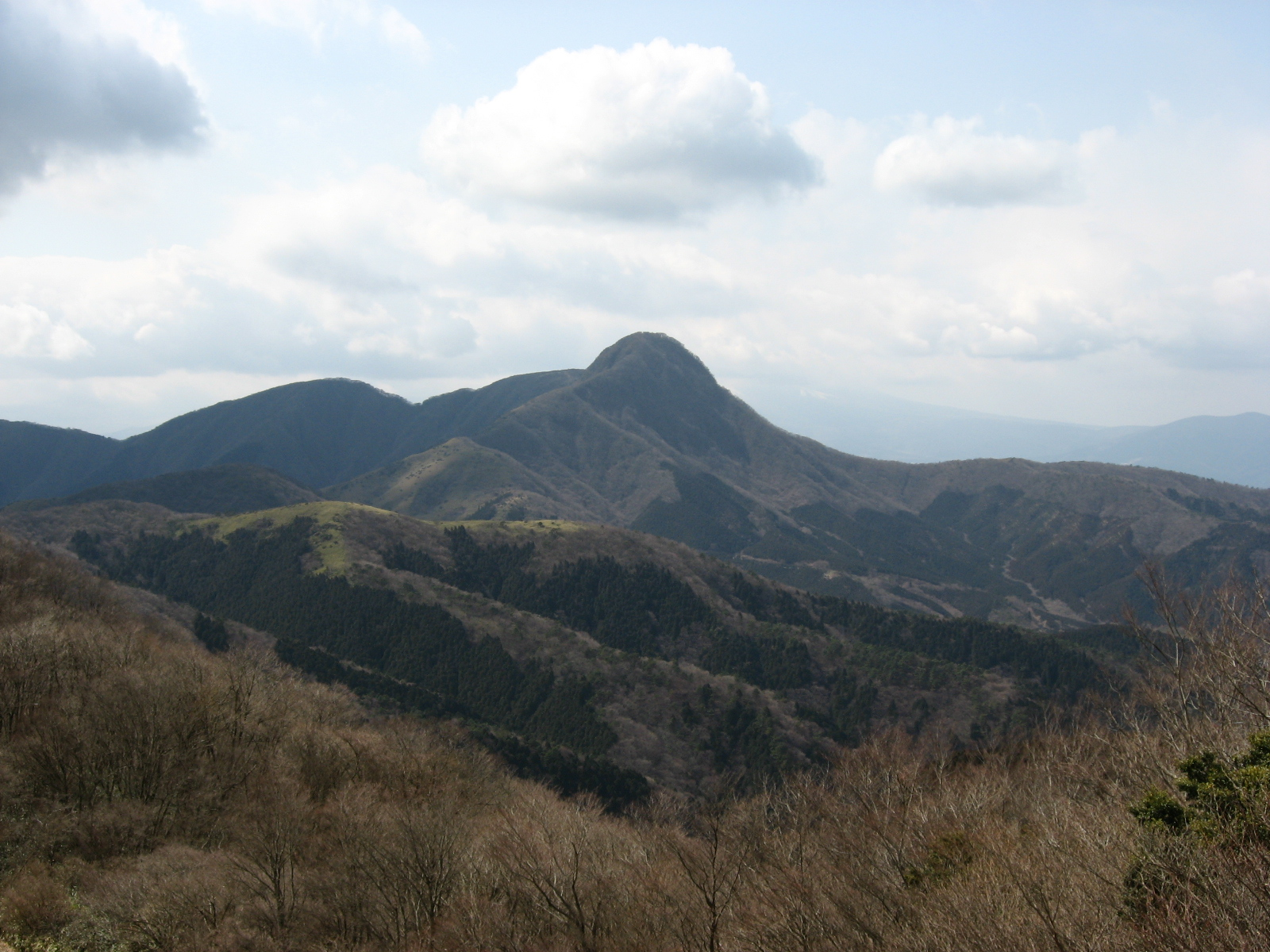
明神ヶ岳から見た金時山。イノシシの鼻のように突き出た山容から、かつては猪鼻嶽と呼ばれた。
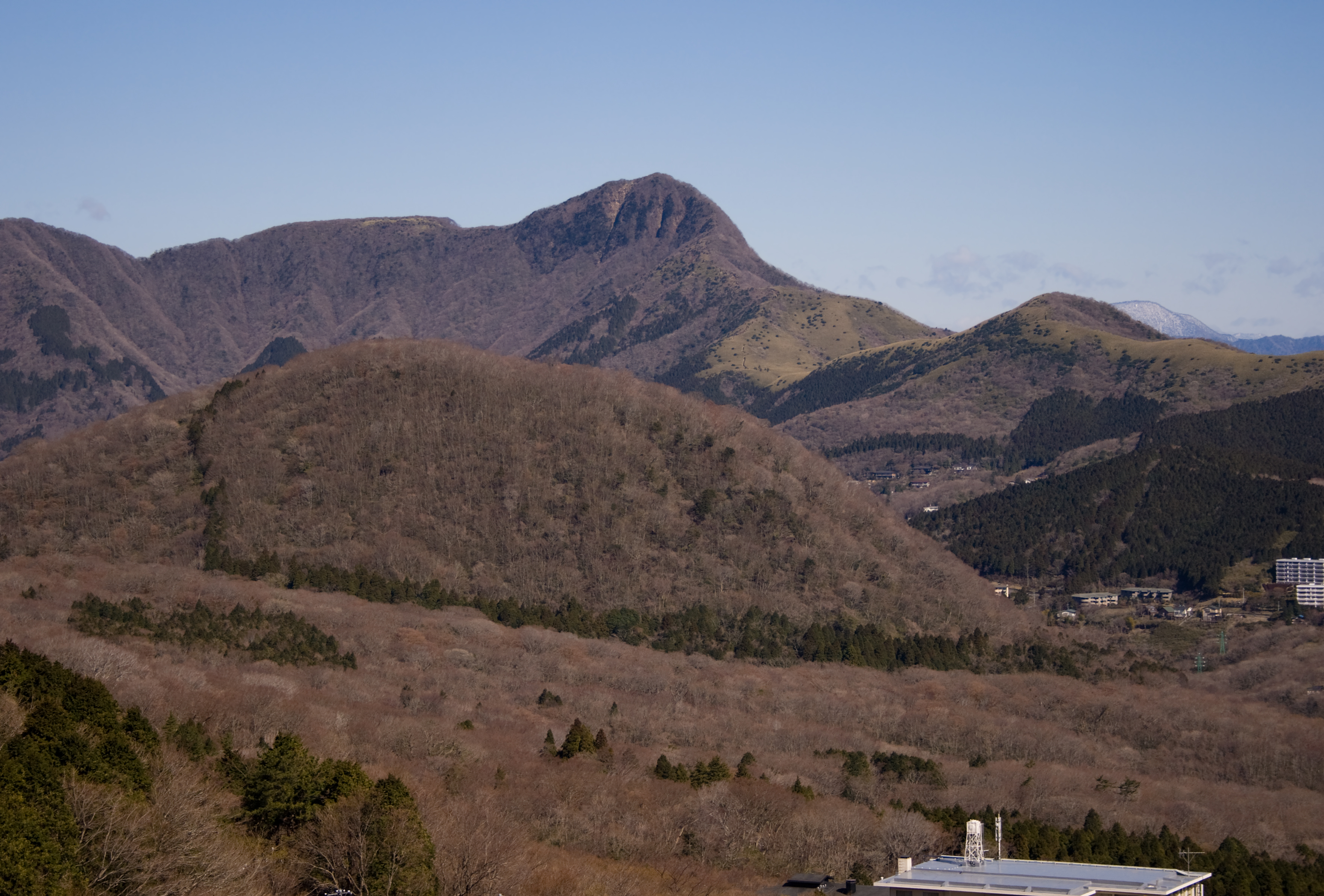
大涌谷から見た金時山。粘性の高い溶岩から構成されているため、特徴的な山容を持つ。
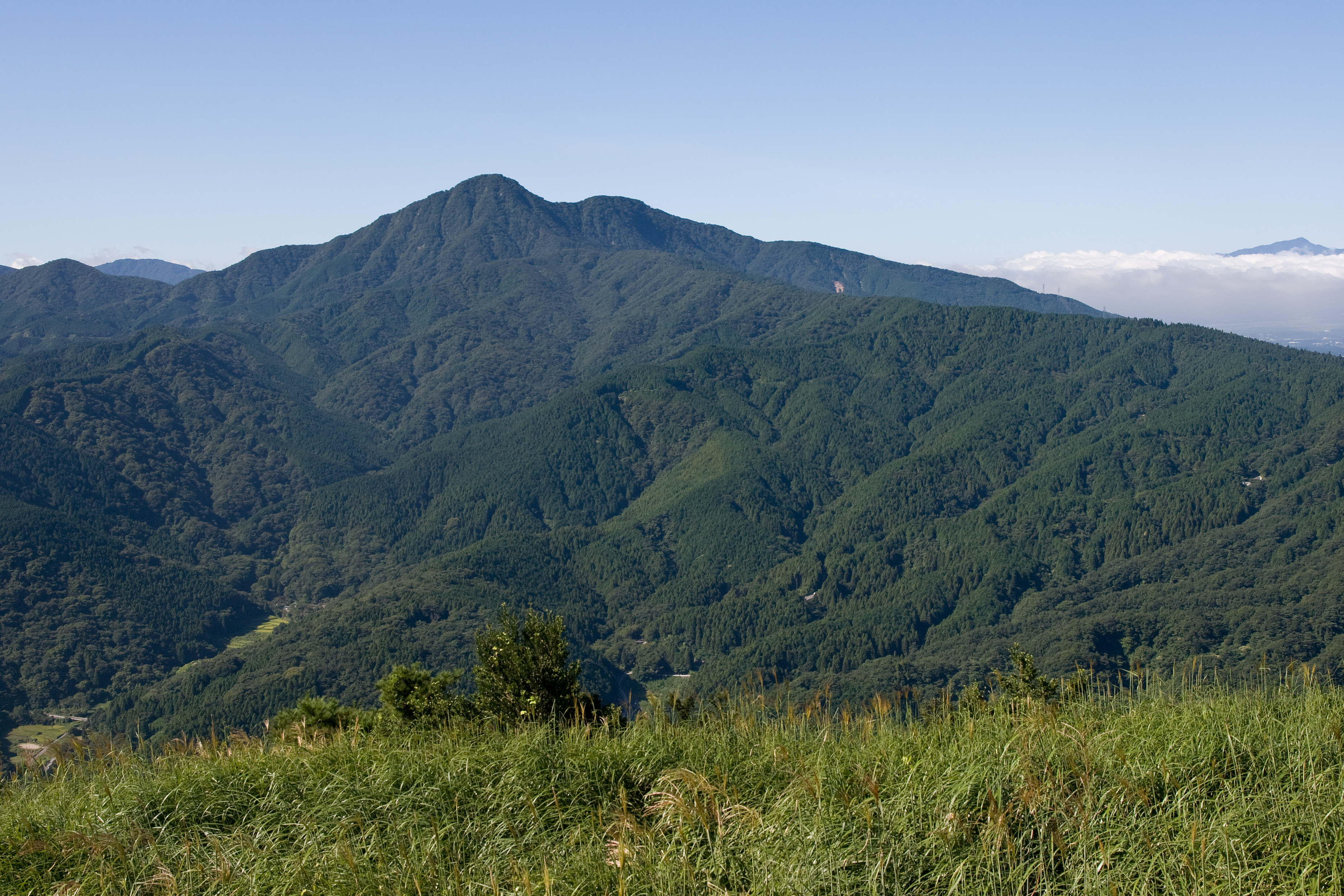
足柄山地・矢倉岳から見た金時山。金時山から足柄峠にかけての山々周辺が足柄山と呼ばれる。

## 登山

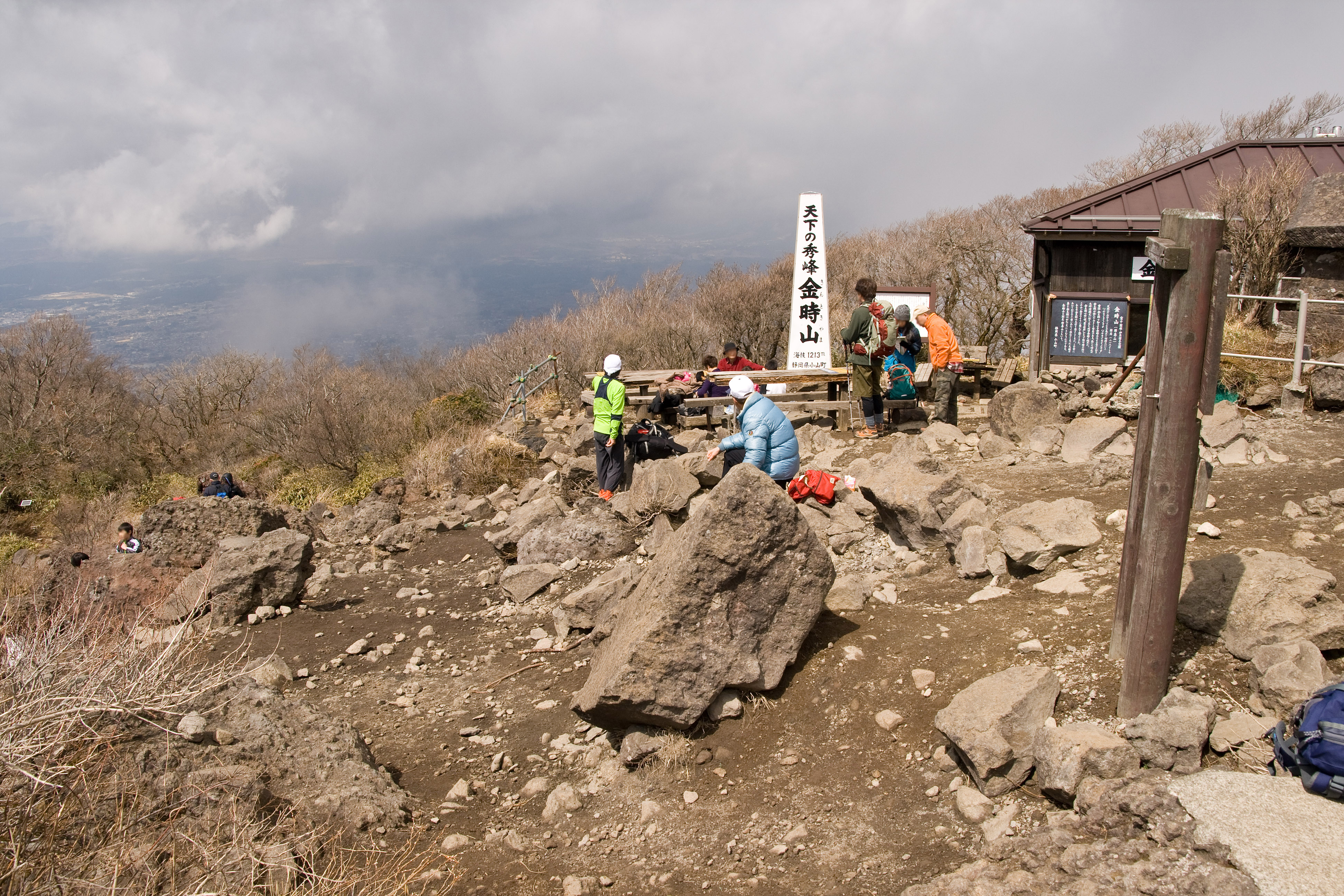
登山者でにぎわう金時山山頂。風衝地となっているため、広闊な展望を有する。

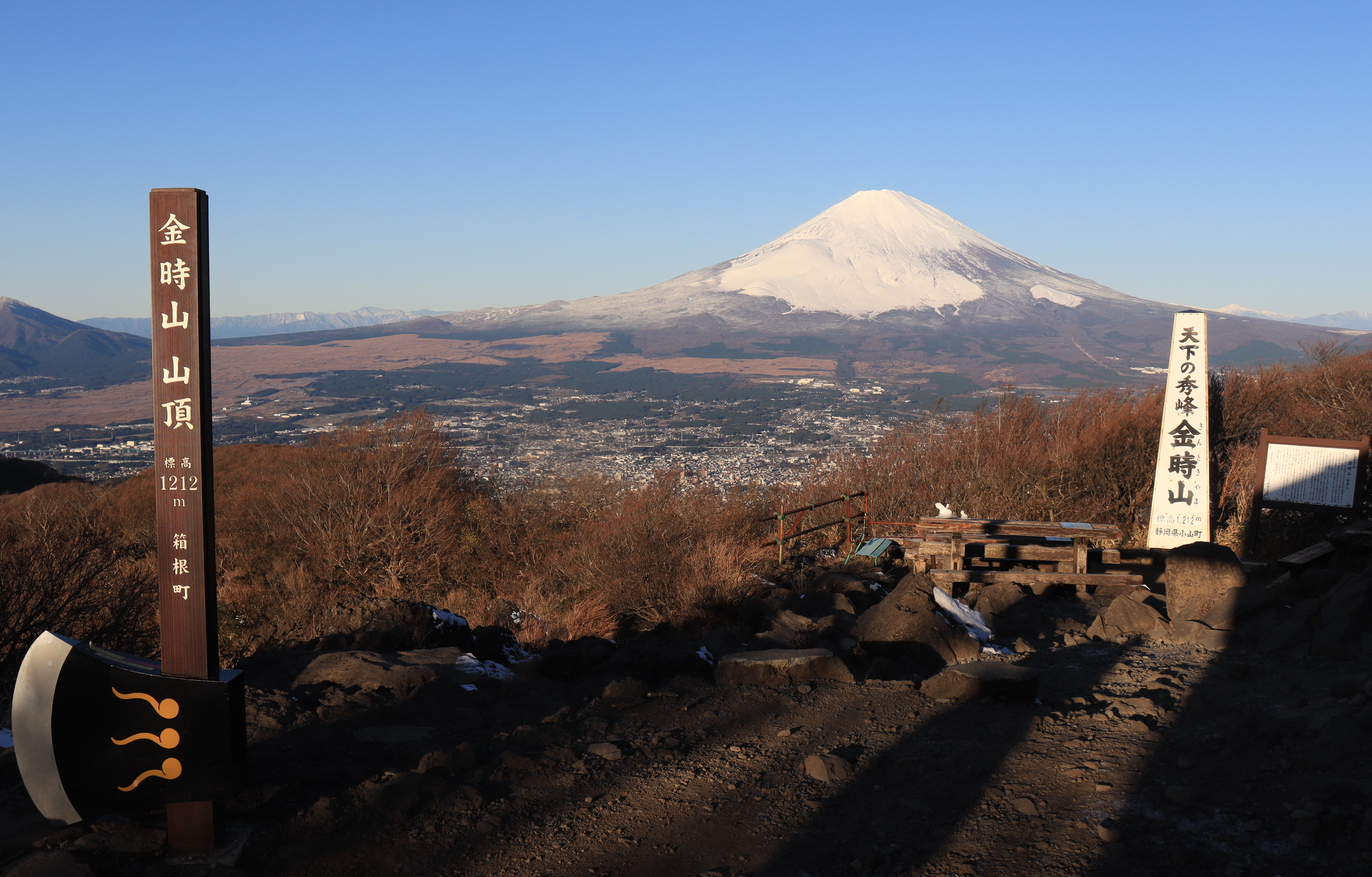
金時山頂上から望む富士山

展望がよく、初心者でも手軽に登れることから箱根の山では最も登山者が多く、様々な登山ルートが整備されている。しかし、冒頭の写真で分かるように山頂付近は傾斜が急なため、難易度は低いものの、どのコースも山頂付近にはロープやクサリ場が存在する。
金時山周辺の登山施設としては，山頂に金時茶屋（金時娘の茶屋）及び金太郎茶屋の2軒があり、金時山の南東に位置する矢倉沢峠にはうぐいす茶屋がある。南西の乙女峠上には乙女茶屋があったが、現在は廃業している。
公衆トイレは，各登山口付近および山頂に設けられている。山頂の公衆トイレは、環境省によって2010年11月に整備されたバイオトイレで、100円のチップ制となっている。
金時山山頂は岩がゴロゴロと転がる男性的な景観。大きな山頂標識の左隣には秀麗な富士山の姿が見えている。晴天なら、富士山の右後ろに南アルプスの北岳や甲斐駒ヶ岳が俯瞰できる。

### 登山道

#### 足柄峠ルート

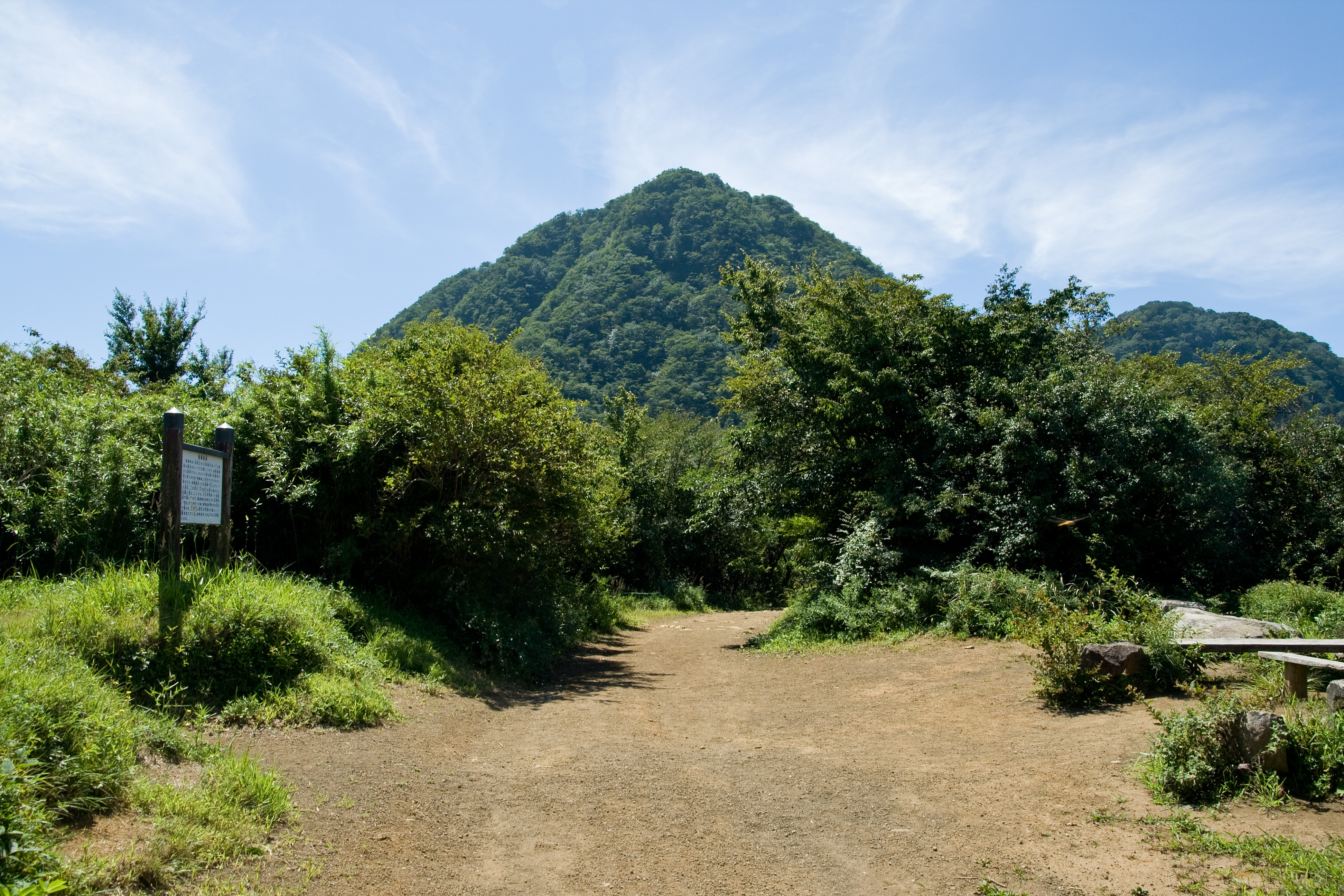
丸鉢山山頂から見た金時山

足柄万葉公園 - 足柄峠 - 丸鉢山 - 金時山
足柄峠北の足柄万葉公園（あしがらまんようこうえん）から金時山の北尾根を登るルートである。足柄万葉公園から丸鉢山手前までは林道となっており、自家用車の場合、足柄峠から1.5kmほど先にある車止めゲートの手前まで入ることができる。丸鉢山までは非常に緩やかな道であるが、すぐに急な登りとなり、梯子、鎖場が断続するようになる。丸鉢山先から金時山にかけては、複数ある金時山の登山道の中で最も急勾配な区間であり、過去に滑落事故も発生している。
なお、この足柄峠から金時山へのルートは神奈川県道731号矢倉沢仙石原線に指定されており、ほとんどの区間が登山道となっている。金時山の山頂は神奈川県道の最高地点となっているが、当然ながら一般車両の通行は不可能である。
足柄峠は草地の広場といった風情あふれる場所。標高は759mで富士山の展望に優れている峠だが、奈良時代は箱根越えの要所であった。その後、明治初期まで箱根の裏街道として利用されていた。足柄峠から南に延びる広い林道を行く。軽いアップダウンが続くが、開放的で日当たりがよくのんびり歩ける。

#### 地蔵堂ルート
地蔵堂 - 夕日の滝 - 丸鉢山 - 金時山
金時山北東麓の地蔵堂から登るルートである。沢沿いを歩く道で、金太郎ハイキングコースの名で親しまれている。地蔵堂から夕日の滝の前を経て、金時山北尾根の登山道（足柄峠ルート）と合流し、金時山山頂へ至る。夕日の滝の先で登山道が2本（金時山北尾根と一旦合流してから丸鉢山へ至るルートと、直接丸鉢山に至るルート）に分かれるが、時間に大きな差は無い。

#### 乙女峠ルート

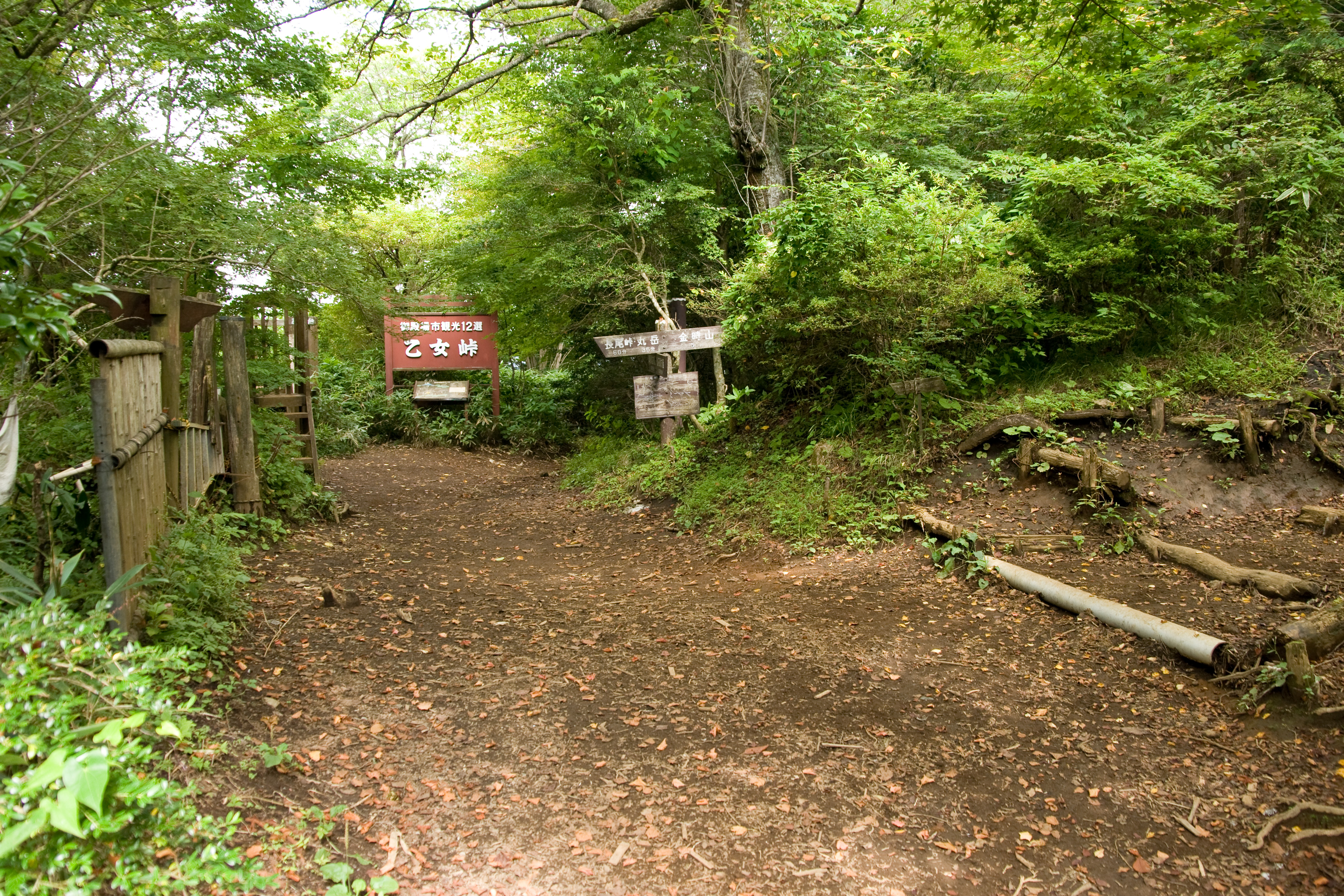
乙女峠。峠には展望台が設けられており、天気が良い日には西に富士山、東には箱根山カルデラの山々が望める。

乙女口 - 乙女峠 - 長尾山 - 金時山
乙女峠バス停 - 乙女峠 - 長尾山 - 金時山
金時山南西に位置する乙女峠を経由するルートである。乙女峠までは静岡県側の「乙女峠バス停」から登るルートと、神奈川県側の「乙女口」からのルートの2つがあり、共に乙女峠までの所要時間は30〜40分程である。峠には乙女茶屋という小屋があったが廃業している。乙女峠からは尾根道で長尾山を経て金時山に至る。金時山の山頂手前は金時山溶岩が露出するゴツゴツとした急な道となるが、山頂付近の急勾配区間は最も短いルートである。ただし、乙女口から乙女峠の間では道迷い事例が多く発生している。

#### 仙石原ルート

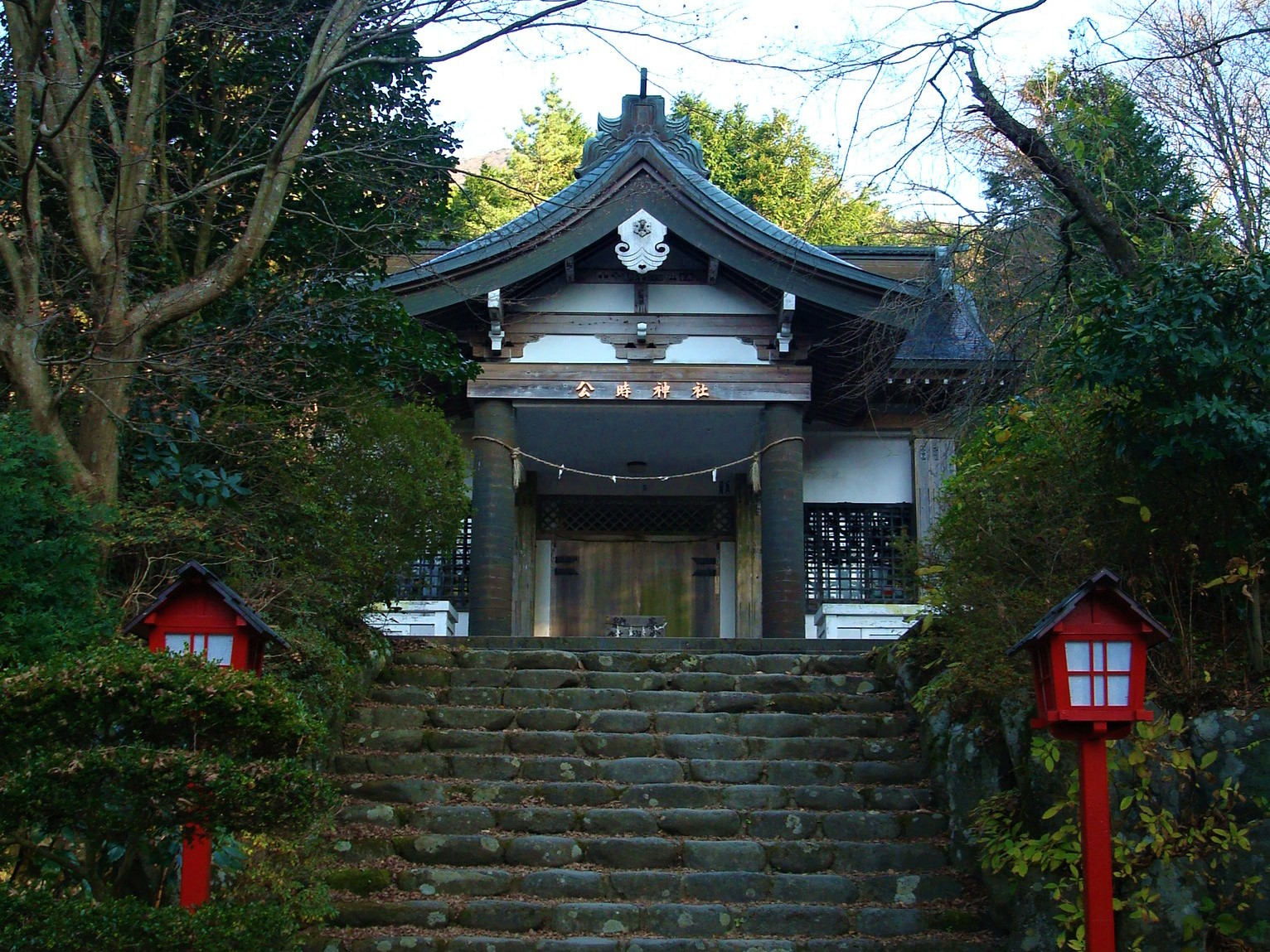
公時神社（金時神社）

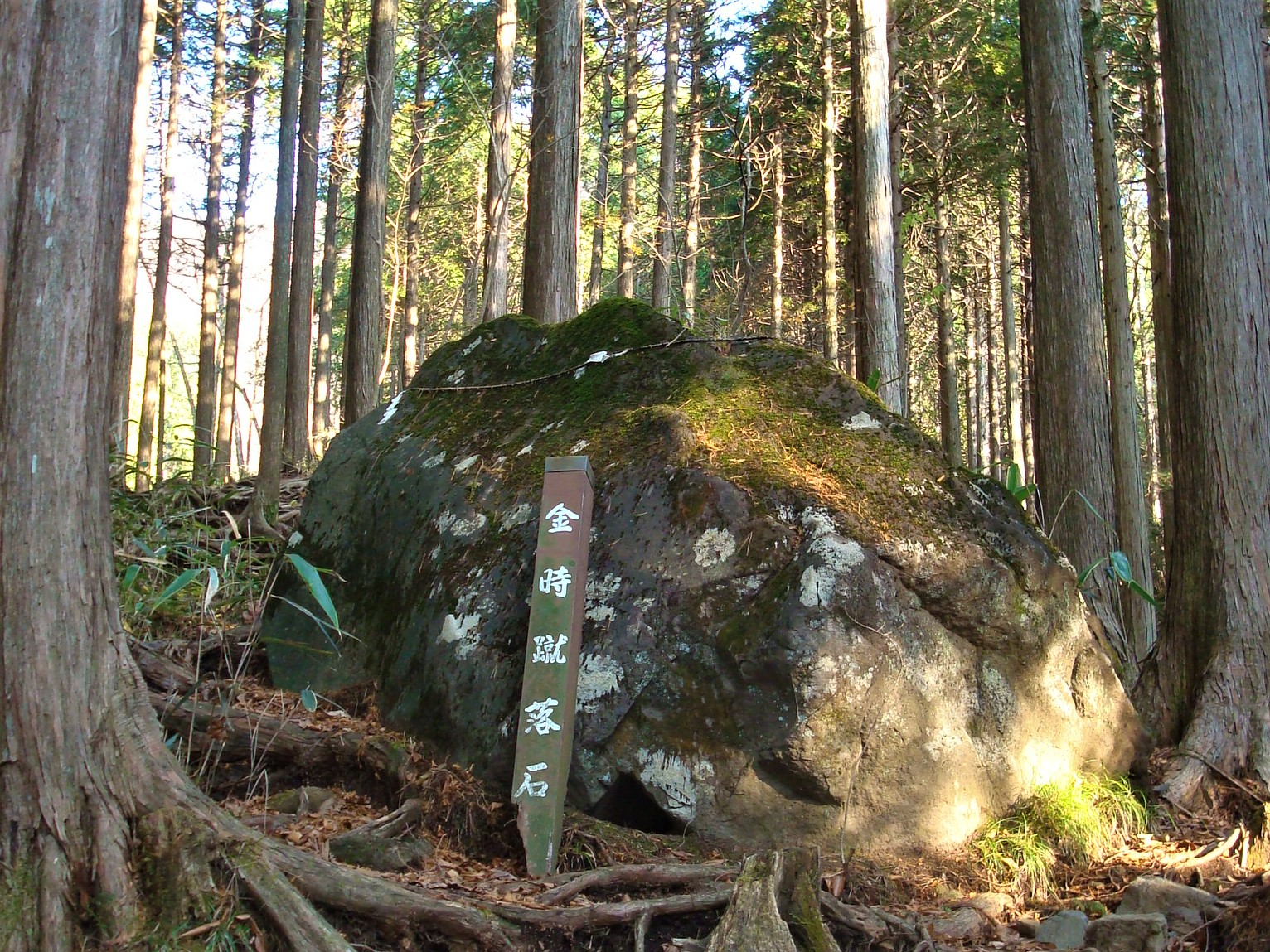
金時蹴落石

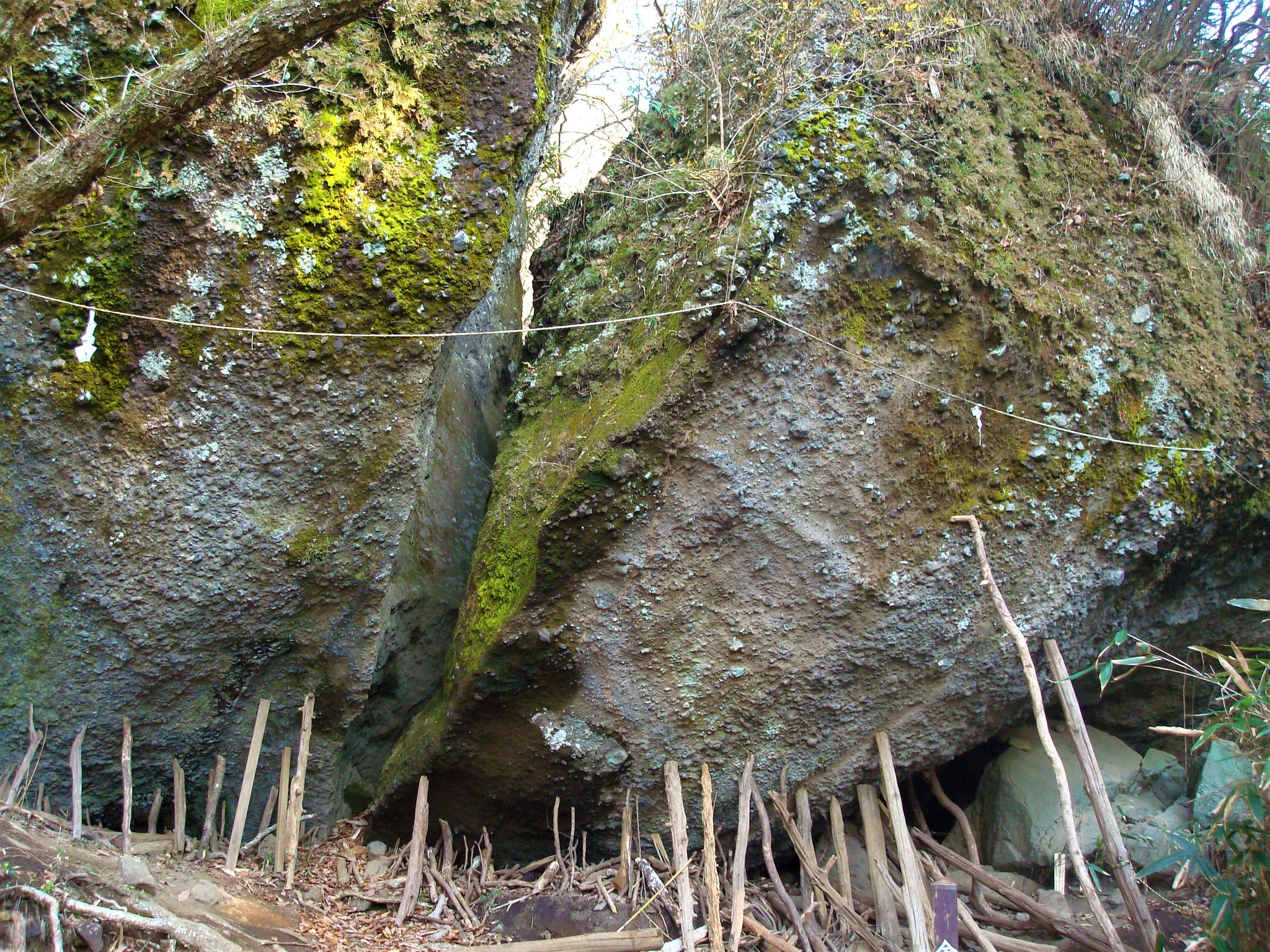
金時宿り石

金時登山口（仙石原） - 矢倉沢峠 - 公時神社分岐 - 金時山
金時神社入口（仙石原） - 公時神社分岐 - 金時山
金時山南麓の箱根町仙石原から登るルートである。仙石原から登るルートは「金時登山口」起点と「金時神社入口」起点の2ルートがある。前者は矢倉沢峠を経由するルートで峠周辺は背丈の倍以上の笹薮が広がる。峠には「うぐいす茶屋」の看板が掲げられた小屋がある（一時期は休業していたが再開）。後者は金時神社入口から公時神社（金時神社）を抜けて尾根のより山頂に近い公時神社分岐に直接向かうルートで、矢倉沢峠は経由せずに山頂へ至る。途中に金時宿り石があるルートであるが道迷い事例が多く発生している。

### 登山施設

#### 金時茶屋（金時娘の茶屋）
金時茶屋（きんときちゃや）は金時山山頂にある山小屋である。食事などを提供する休憩小屋であり、宿泊はできない。小見山妙子が1947年（昭和22年）の春、14歳の時から65年以上切り盛りしており、金時娘の茶屋（きんときむすめのちゃや）の愛称で親しまれている。小見山妙子の父にあたる故・小見山正は新田次郎の著書「強力伝」（北アルプス・白馬岳山頂へ50貫（約190kg）もの巨石を背負って運ぶ話）の主人公である小宮正作のモデルとなった人物である。

#### 金太郎茶屋
金太郎茶屋（きんたろうちゃや）は金時山山頂、金時茶屋の正面に位置する山小屋である。金時茶屋と同様、休憩小屋であるため、宿泊はできない。
1972年7月31日、火災に遭い焼失したが、その後に再建。

### 登山口へのアクセス
金時山の北側、足柄峠ルート、地蔵堂ルートの登山口となる「地蔵堂」へは関本（大雄山駅前）より箱根登山バスが運行されている。関本へは小田原駅からの伊豆箱根鉄道大雄山線のほか、小田急線新松田駅よりバスでアクセスすることもできる（新松田駅からの直通便も数便あり）。
金時山の南側、乙女峠ルートや仙石原ルートの登山口となる「乙女峠バス停」、「乙女口」、「金時神社入口」、「金時登山口」へは箱根湯本駅より箱根登山バスでアクセスできる。また、いずれの登山口も小田急ハイウェイバスのバス停であるため、新宿駅や御殿場駅からのアクセスも可能である。なお、「金時登山口」の一つ隣の「仙石」停留所には箱根湯本駅～桃源台を結ぶ路線が通っており本数が多いため、「仙石」停留所を利用すれば発着時刻を気にすることなくアクセスできる。「金時登山口」からは250mほどの距離で難なく歩ける。
自家用車利用の場合、駐車場が整備されているのが、北側の「足柄万葉公園」と「地蔵堂」、南側の「金時神社入口」である。足柄峠、地蔵堂へは東名高速道路御殿場インターチェンジ、または大井松田インターチェンジより静岡県道・神奈川県道78号御殿場大井線でアクセスできる。また、金時神社入口へは御殿場インターチェンジから国道138号でアクセスできる。

## 周辺の地理

### 隣接する山
| 山容 | 名称     | 標高（m） | 金時山からの 方角と距離（km） | 備考                                  |
| ---- | -------- | --------- | ----------------------------- | ------------------------------------- |
|      | 矢倉岳   | 870       | 北北東 5.1                    | 足柄山地に属する山                    |
|      | 足柄峠   | 759       | 北北東 3.3                    |                                       |
|      | 丸鉢山   | 962       | 北北東 0.7                    |                                       |
|      | 金時山   | 1,213     | 0                             | 箱根山外輪山列の最高地点 日本三百名山 |
|      | 矢倉沢峠 | 870       | 南東 1.0                      |                                       |
|      | 火打石岳 | 989       | 東南東 3.0                    |                                       |
|      | 明神ヶ岳 | 1,169     | 東南東 4.5                    |                                       |
|      | 長尾山   | 1,144     | 西南西 1.2                    |                                       |
|      | 乙女峠   | 1,005     | 南西 1.7                      |                                       |
|      | 丸岳     | 1,156     | 南西 3.0                      |                                       |

### 周辺の山など
| 山容                                             | 名称             | 標高（m）   | 金時山からの 方角と距離（km） | 山系                 | 備考                                                                         |
| ------------------------------------------------ | ---------------- | ----------- | ----------------------------- | -------------------- | ---------------------------------------------------------------------------- |
| 金時山の山頂から望む富士山（2019年11月30日撮影） | 富士山           | 3,776       | 西北西 26.4                   | 独立峰               | 日本最高峰 日本百名山                                                        |
|                                                  | 三国山           | 1,340       | 北西 14.8                     | 丹沢山地             | みくにやま                                                                   |
|                                                  | 不老山           | 928         | 北 12.2                       | 丹沢山地             |                                                                              |
|                                                  | 大野山           | 723         | 北北東 11.4                   | 丹沢山地 足柄山地    |                                                                              |
|                                                  | 金時山           | 1,213       | 0                             | 足柄山地 箱根山      | 日本三百名山                                                                 |
|                                                  | 愛鷹山（越前岳） | 1,504       | 西南西 20.0                   | 愛鷹連峰             | あしたかやま 日本二百名山                                                    |
|                                                  | 三国山           | 1,102       | 南南西 8.4                    | 箱根山（古期外輪山） | みくにやま                                                                   |
|                                                  | 箱根駒ヶ岳       | 1,356       | 南南東 7.5                    | 箱根山（中央火口丘） |                                                                              |
|                                                  | 神山             | 1,438       | 南南東 6.4                    | 箱根山（中央火口丘） | 箱根山の最高峰 日本三百名山                                                  |
|                                                  | 仙石原すすき草原 | 660-700     | 南 3.3                        |                      | 中央火口丘の台ヶ岳山麓に広がる草原地帯 毎年3月に野焼きが行われる             |
|                                                  | 大涌谷           | 1,000-1,100 | 南南東 5.3                    |                      | 神山中腹に広がる噴煙地帯                                                     |
|                                                  | 明星ヶ岳         | 924         | 東南東 6.8                    | 箱根山（古期外輪山） | 毎年8月16日に山頂付近で大文字焼きが行われる 別名、大文字山（だいもんじやま） |

### 周辺の河川
- 早川 - 金時山の南側に流れる川。芦ノ湖を水源とする川で、箱根山カルデラ内を流れ、小田原市で相模湾に流入する。中〜下流域では川沿いに宮城野温泉や堂ヶ島温泉、宮ノ下温泉、湯本温泉などの箱根温泉街を形成している。
- 狩川 - 金時山北東を水源とする川。大雄山駅付近を流れ、酒匂川と合流して相模湾に注ぐ。
- 内川 - 金時山北東を水源とする川で酒匂川の支流の一つ。上流部に夕日の滝がかかる。
- 鮎沢川 - 金時山の北西を流れる川。酒匂川源流部の呼称。
- 黄瀬川 - 金時山の西側、富士山麓に広がる御殿場市を水源として南流し、駿河湾に流入する川。